# Fauré Le Page
Fauré Le Page è una manifattura parigina di armi da fuoco (arquebusier e fourbisseur: archibugiere e spadaio) le cui origini risalgono al 1716. Fondata da Louis Pigny, questa manifattura ha una lunga storia: è rimasta di proprietà della stessa famiglia fino al 1913, per poi prendere il nome, nell'ordine, di Pigny, Lepage (o Le Page), Moutier Le Page ed infine Fauré Le Page.
Marchio riconosciuto, apprezzato dai collezionisti, esso deve la sua fama alla sua eccezionale longevità, all'eleganza delle sue creazioni, alla sua illustre clientela, al suo impegno in occasione delle due rivoluzioni in Francia del 1789 e del 1830, come alle molte citazioni presenti in grandi opere letterarie.

## Una dinastia di archibugeri e spadai

### Louis Pigny  (…. - 1749)
Archibugiere e spadaio a Parigi tra il 1717 e il 1749, si stabilisce in rue Baillif (l'attuale rue des Bons-Enfants) nel primo arrondissement di Parigi. Favorito del re Luigi XV in seguito ad un atto del 23 ottobre 1735 e ad un successivo atto del 1756, cede l'attività a Pierre Le Page (o Lepage) che ha nel frattempo sposato sua nipote

### Pierre Le Page (Tessy-sur-Vire 1709 - 1783)
Archibugiere e spadaio per la casata degli Orléans a Parigi tra il 1743 e il 1779.
Nato in Normandia, arriva a Parigi nel 1723 dove, l'anno successivo, inizia il suo apprendistato presso la bottega del maestro archibugiere Aguillez. È con il maestro Mazillier che completa la sua formazione, nel 1730, e lo stesso anno entra al servizio di Louis Pigny.
Nel 1743, a Parigi, Pierre Le Page riceve il titolo di maestro archibugiere, artigliere e artificiere e succede a Louis Pigny, di cui sposa la nipote. La bottega prende quindi il nome di Le Page (o Lepage) ed è trasferita in rue de Richelieu 13 nel 1759. L'artigiano gode un'ottima reputazione tra la sua clientela aristocratica tanto da diventare archibugiere del maresciallo de Saxe, e in seguito archibugiere e spadaio della Casata d'Orléans.
Nel 1767, lo stesso re Luigi XV gli commissiona un fucile. Privo di eredi, alla morte lascia l'attività al nipote Jean Le Page.

### Jean Le Page  (Tessy-sur-Vire 1746 - Parigi 1834)
Archibugiere e spadaio a Parigi dal 1779 al 1822, lavora per la casata degli Orléans, per il re Luigi XVI, per il primo console Bonaparte e in seguito per l'imperatore Napoleone Bonaparte e per Luigi XVIII.
Nato in Normandia, arriva a Parigi nel 1743. Sebbene fosse inizialmente destinato a dedicarsi alla farmacia, finisce per iniziare un apprendistato presso Pierre Le Page nel 1764, una formazione che durerà quattro anni. Nel 1779, sostituisce suo zio, che gli offre la sua licenza nel 1780.
Jean Le Page continua l'attività familiare e accresce il prestigio del marchio. Nel corso del Primo Impero, la manifattura, stimata per le sue pistole, i suoi fucili, le sue armi bianche di lusso e le sue spade alla moda, è in competizione con quella di Nicolas-Noël Boutet che si trova a Versailles. Molti sono i brevetti depositati in quel periodo, che testimoniano il gran numero d'innovazioni tecniche introdotte nelle sue creazioni: un primo brevetto nel 1810 per una piastra di accensione che sfrutta della polvere ricca di ossigeno, seguito da un brevetto d'invenzione per un fucile impermeabile all'umidità nel 1817, e da uno per una piastra a pietra focaia che poteva essere caricata a piacere di polvere fulminante, nel 1821. Queste innovazioni sono tutt'altro che secondarie, poiché nel 1809, Le Page presenta “alla società una piastra a percussione per favorire l'Industria nazionale, della quale fece una dimostrazione di indubbio successo sparando trecento colpi senza mancarne uno”
In quanto archibugiere e spadaio dei re, le sue creazioni attirano una clientela di prim'ordine: il duca di Vicenza, Armand Augustin Louis de Caulaincourt, il barone Gaspard Gourgaud, il maresciallo Emmanuel de Grouchy, il generale Charles de Flahaut, il marchese Catherine Dominique de Pérignon, il maresciallo Andrea Massena (in francese André Masséna) duca di Rivoli, il barone Daru, il generale Carlo Andrea Pozzo di Borgo, e il profumiere Jean-François Houbigant.
Sono molte le testimonianze di quest'epoca sfarzosa. Jean Le Page “è senz'ombra di dubbio l'armaiolo imperiale più citato nei testi così come nei manuali d'armi esposti nei musei". Al Museo della Porte de Hal di Bruxelles è in mostra un fucile da caccia creato per Luigi Filippo d'Orléans (il futuro Filippo Égalité), mentre al castello di Malmaison è esposta la sciabola del primo console Bonaparte. Anche il Museo della Caccia e della Natura di Parigi conserva alcuni splendidi pezzi firmati Le Page: in particolare, due fucili da caccia dell'imperatore Napoleone I, provenienti da una serie creata intorno al 1775 per conto di Luigi XVI e modificata verso il 1806, un fucile a pietra focaia appartenuto a Luigi XVIII, e un cofanetto-nécessaire con all'interno un paio di fucili a pietra focaia per bambini, regalo di Carlo X al duca di Bordeaux, futuro conte di Chambord.
Le Page mantiene il negozio all'indirizzo di sempre, al numero 13 di rue de Richelieu (che diventerà rue de la Loi, numero 905, in periodo rivoluzionario), accanto al Palais-Royal. Tale ubicazione lo pone al centro degli avvenimenti del 1789 e del 1830, tant'è che sembra che la famiglia abbia giocato un ruolo importante nella preparazione della presa della Bastiglia e delle giornate delle Tre Gloriose Giornate, fornendo armi al popolo.
Quattro dei suoi sei figli seguiranno le sue orme, proseguendo l'attività di armaioli:
La figlia maggiore, Justine, sposerà Louis Perrin, archibugiere a Poitiers dal 1813 al 1830 e in seguito a Parigi, medaglia di bronzo alle Esposizioni Universali di Parigi del 1834, del 1839 e del 1844. Firma Perrin Le Page.
André Jean Thomas, secondogenito, diventa archibugiere e si stabilisce accanto al 24 di rue de la Monnaie intorno al 1823. Firma Le Page Fils.
Jean André Prosper Henri Le Page, il quarto dei sei figli, subentra al padre nel 1822.
Eléonore Méliade, invece, sposerà l'ufficiale Louis Didier Fauré.

### Jean André Prosper Henry Le Page (Parigi 1792 - Vichy 1854)

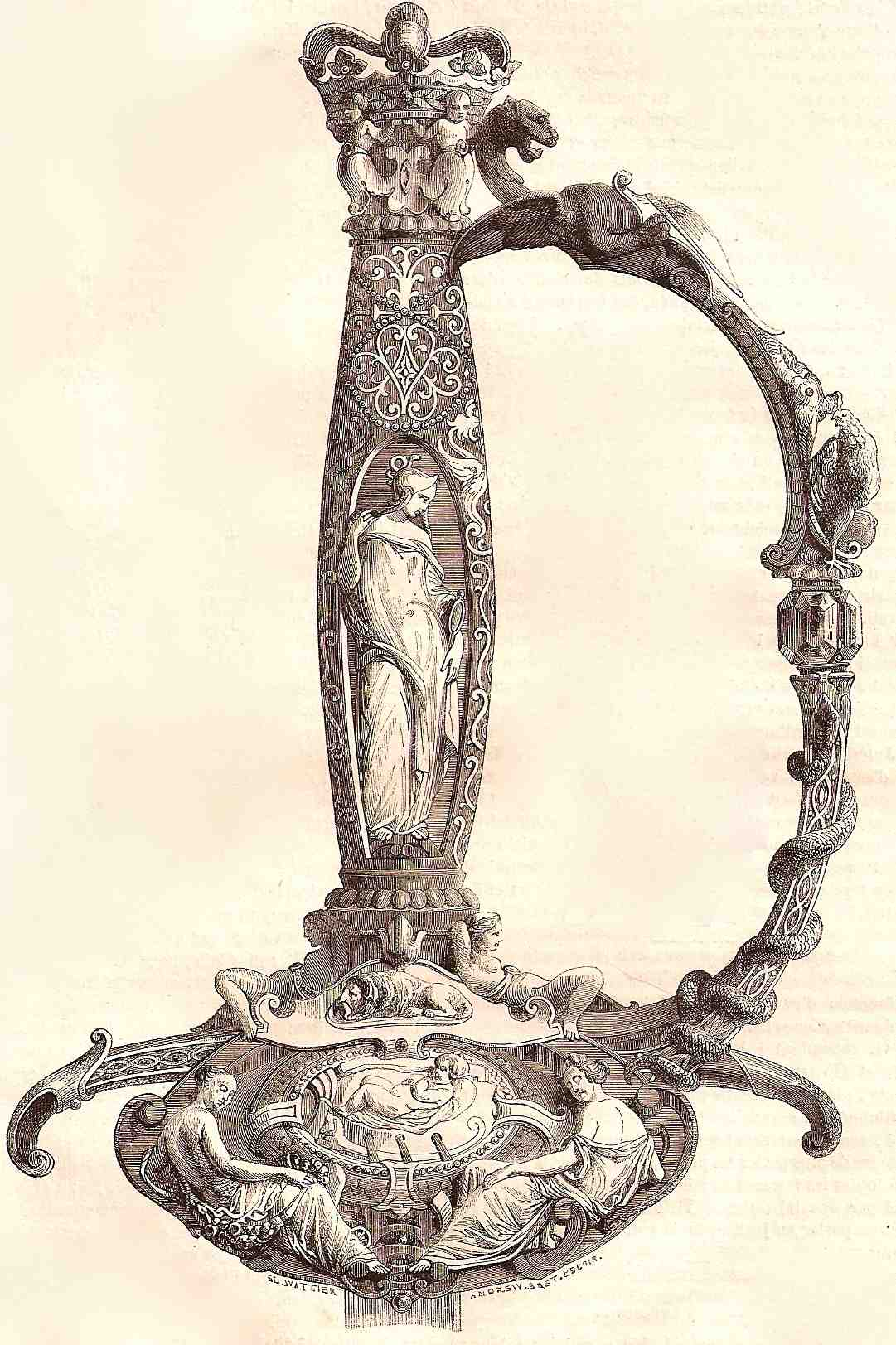
Dettaglio della spada del Comte de Paris realizzato da Le Page. Questa spada è stata regalata dalla città di Parigi al Comte de Paris il 2 maggio 1841

Archibugiere e spadaio a Parigi dal 1822 al 1842 per Luigi XVIII, Carlo X e Luigi Filippo, lavora anche al servizio dei duchi di Orléans.
Prende il posto del padre nel 1822 ed è nominato archibugiere ordinario del re, del duca di Orléans e del duca di Nemours nel 1835.
È proprietario di un poligono da tiro (e di una cannoniera) sugli Champs-Élysées, in rue des Gourdes, oggi conosciuta col nome di rue Marbeuf.
Sotto la sua guida, la maison LaPage rafforza la sua fama. Partecipa all'Esposizione universale di Parigi del 1823, del 1827 e del 1834, e a quella del 1839 ottiene una Medaglia d'argento. La bottega nel frattempo rimane al numero 13 di rue de Richelieu.
Se la sua collezione riguarda in gran parte pistole e rivoltelle, spesso sontuosamente lavorate, non va dimenticato il moschetto a percussione, la cui canna poteva ruotare lateralmente per facilitare il caricamento della culatta: presentato nel 1838 davanti ad una commissione militare francese, quest'ultima ne fece realizzare seicento per la Manifattura reale di Saint-Étienne, da mettere al servizio del corpo dei lancieri.
La partecipazione di Jean Le Page, in qualità di esperto ufficiale, al processo di Giuseppe Fieschi e a quello dello sbarco di Luigi Napoleone a Boulogne-sur-Mer testimoniano la raggiunta notorietà della maison Le Page.
Nel 1842, cede la direzione della bottega al genero. Jean Le Page è anche l'autore di un testo che aveva lo scopo di stabilire la genealogia della famiglia Le Page, che è ora conservato agli Archivi nazionali della Biblioteca nazionale di Francia (BNF), nel fondo Bro de Comères.

### Gilles Michel Louis Moutier – Le Page (Bayeux 1810 - Montfermeil 1887)
Archibugiere e spadaio a Parigi tra il 1842 e il 1865.
Louis Moutier sposa la figlia di Louis Fauré, nata da un primo matrimonio dell'artigiano con Marie-Elisa Bastien (Louis Fauré sposerà infatti, in seconde nozze, Eléonore Méliade Le Page, figlia di Jean Le Page e sorella di Le Page), ed eredita così l'azienda dal suocero nel 1842, proseguendo nello sviluppo della marca. Firma Le Page – Moutier.
Medaglia d'argento alle Esposizioni di Parigi del 1844 e 1849 e Medaglia di prima classe a quella del 1855, prende parte anche alle Esposizioni di Londra nel 1851, ottenendo una Medaglia di premio, e del 1862. Nel 1865, si mette in società con il nipote, Emile Henry Le Page.
Gilles Michel Louis Moutier fa fortuna rapidamente e, a partire dal 1850, acquista quasi 120 ettari di terreno a Montfermeil dove farà costruire un castello (il Château des Bosquets).

### Emile Henry Fauré Le Page (Parigi 1840 - Parigi 1929)
Archibugiere e spadaio a Parigi tra il 1865 e il 1913, fornitore brevettato della Corte imperiale di Russia.

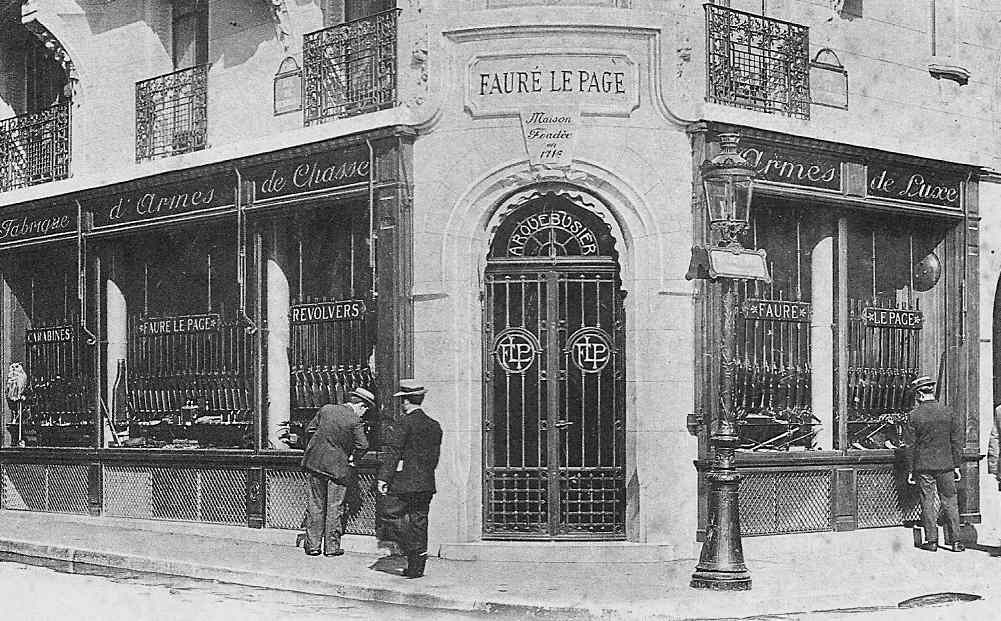
L'ex negozio Fauré Le Page si trovava all'8 di rue de Richelieu a Parigi

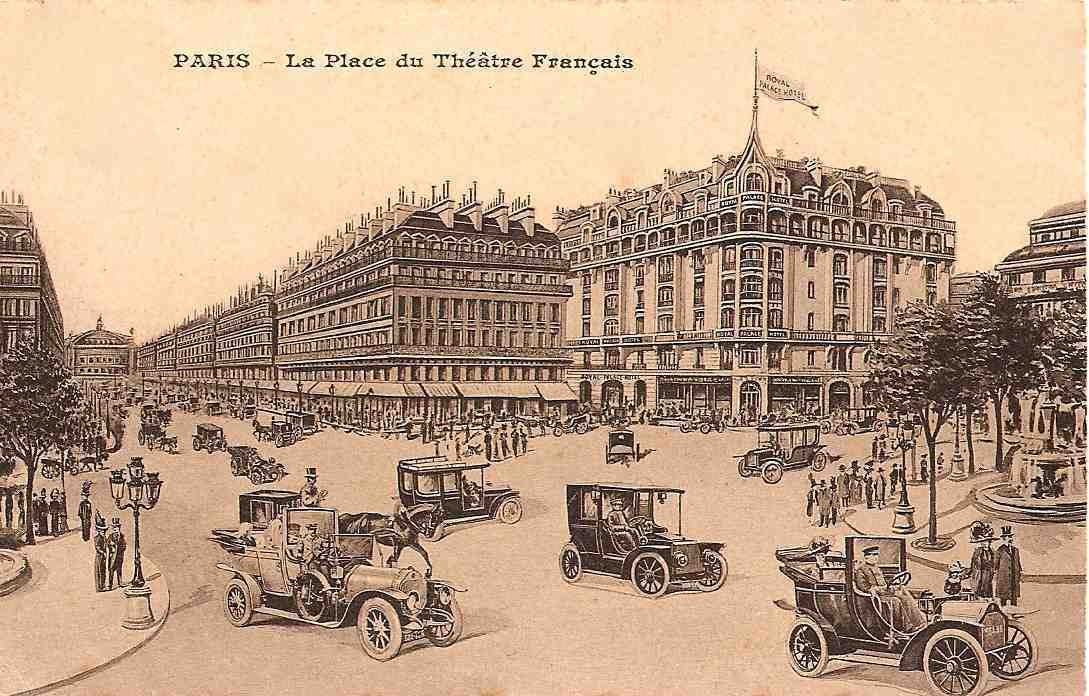
Visto dal Royal Palace Hôtel -inaugurato nel 1909 -dalla piazza del Teatro Francese

Nipote di Henri Le Page, figlio di Louis Didier Fauré e di Eléonore Méliade Le Page, si associa a Louis Michel Moutier nel 1865, per restare poi unico proprietario della manifattura nel 1868.
Sotto la sua guida, la bottega sviluppa il suo carattere internazionale e diventa fornitore brevettato della Corte imperiale di Russia. La sua partecipazione alle diverse Esposizioni universali gli vale a Parigi una Medaglia di prima classe nel 1865, una Medaglia d'argento nel 1867, una Medaglia d'Oro nel 1878, e un Gran Premio nel 1889, e, nel 1873 a Vienna, una Medaglia del Progresso.
Nominato Cavaliere della Legione d'Onore nel 1878, ne diventerà in seguito Ufficiale nel 1894.
Il negozio si trasferisce in rue de Richelieu numero 8 (all'angolo di rue de Montpensier che dà su place du Théâtre Français), ai piedi del Royal Palace Hotel che viene inaugurato nel 1909.
Nel 1913, l'armaiolo Dumond sostituisce Fauré Le Page ma il negozio ne mantiene il nome e diventa una vera e propria società nel 1925.
Emile Henry Fauré Le Page muore il 5 febbraio 1929 ed è seppellito al cimitero di Père-Lachaise.

## Un impegno rivoluzionario
La straordinaria longevità della maison Le Page non può che sorprendere, e l'abilità dell'archibugiere a guadagnarsi di volta in volta la fiducia dei reali, restandone il fornitore, è degna di rispetto. Certo, non va dimenticato che l'ubicazione della bottega, accanto al Palais-Royal, poneva l'archibugiere al centro della movimentata vita politica del XVIII e XIX secolo, se si pensa alla rilevanza strategica dei depositi d'armi in occasione delle sommosse popolari. Eppure, sembra che la famiglia Le Page abbia sostenuto il movimento rivoluzionario e abbia combattuto sin dal principio per la causa degli insorti nel 1789 e nel 1830.
Diversi sono i testi che ci testimoniano tale impegno patriottico:

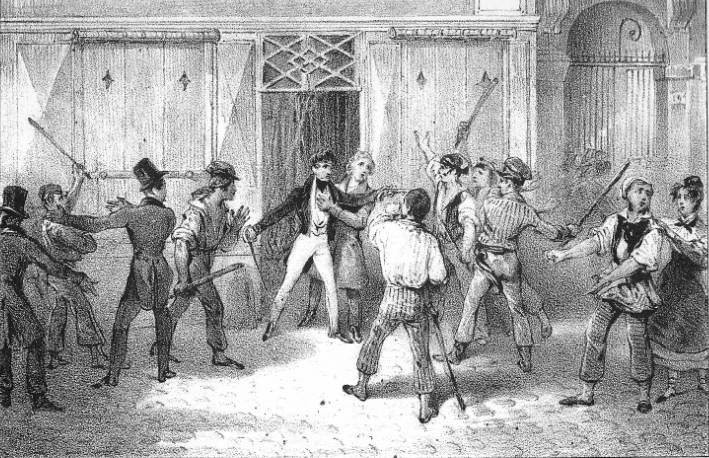
"L'archibugiere Le Page rifiutendo a la violenza delle arme, che distribuirà da lui stesso più tarde " litografia di Coeuré, 1830

“-Il signor Lepage, archibugiere, nella giornata di martedì 27 luglio, si è sentito in dovere di opporsi alla sottrazione di antiche e preziose armi contenute nei magazzini; voleva lui stesso fare, insieme ai suoi operai, una distribuzione regolare di tutto ciò che poteva servire alla difesa personale dei patrioti. Durante tali tre giornate, il signor Lepage ha continuato a distribuire armi e munizioni di ogni sorta; la mattina del 27, disponeva di venti libbre di polvere da sparo. Era assistito dal padre, anziano ottantacinquenne. Il patriottismo era ereditario nella famiglia Lepage. In occasione della prima rivoluzione, Lepage, archibugiere, consegnò per tre volte i suoi magazzini ai difensori della libertà; e oggi suo figlio ha tenuto per sé nient'altro che il suo fucile nazionale e, in questo momento, felice, al pari di tutti i suoi concittadini del trionfo popolare, è sotto le armi, nella sua città”.
“-Mentre gli Svizzeri nascosti nelle case della rue Saint-Honoré sparavano senza sosta intorno a rue de Richelieu, vedemmo le donne della casa di Lepage uscire in strada per distribuire polvere da sparo e pallini di fucile ai bravi cittadini che combattevano allo scoperto, sotto i colpi di fucile”.
“Eppure, due sono i fatti di cui va tenuto conto, perché indici del sentimento popolare. Sappiamo che, nelle giornate del 27 e del 28, tutte le insegne dei negozi dei mercanti con brevetto della Corte erano state macchiate d'inchiostro o rotte. Sull'insegna dell'armaiolo Lepage, in rue de Richelieu, stava scritto: Archibugiere di Sua Altezza Reale il Duca d'Orléans. Il popolo aveva scarabocchiato di nero, rendendolo illeggibile, il titolo di Altezza Reale, e aveva mantenuto con rispetto il nome di Duca d'Orleans”..

## Un marchio amato dai grandi autori
Sono molti gli autori che fanno riferimento all'archibugiere nelle loro opere, e questo conferma l'incredibile prestigio della marca.
Tra le citazioni più famose ricordiamo:
-“Prima di lasciare Il Cairo, parlai a Abdallah di un fucile ( ...), creazione della manifattura di Le Page. Promise di farne uso alla prima occasione”[19] in Itinéraire de Paris à Jérusalem (Itinerario da Parigi a Gerusalemme), di François-René de Chateaubriand, 1811.
-"Signore, sono stato accettato bachelier au tir di Le Page a Parigi" in La Peau de chagrin (La pelle di zigrino), di Honoré de Balzac, 1831.
-"Un giorno Georges si trovava a casa di Le Page con uno dei suoi amici e, in attesa che si liberasse un posto, lo osservava atteggiarsi da habitué del luogo, lui che era conosciuto come uno dei tiratori più abili di Parigi“. In Georges, di Alexandre Dumas, 1843.
-“Le pistole che avevano operato codesto miracolo di precisione erano state date da mia madre e provenivano dai magazzini di Le Page. Conquistarono una certa notorietà qualche tempo dopo, nell'esercito di stanza in Italia ” In Mes Mémoires (Le mie memorie), volume I, di Alexandre Dumas, 1852.
-“Aprì, su un tavolo della sua stanza, un astuccio di ebano che conteneva uno splendido paio di pistole di Le Page”. In La Bohême Doré, di Charles Hugo, 1859.
-"...nutrivo ormai un tale disprezzo per la sua persona che pensai che non era per sciagurati come loro che Berthold Schwartz aveva inventato la polvere da sparo e Le Page creato le pistole. Alzai la mia arma una terza volta, ma, stavolta, mirai al cielo e sparai in aria. In La Princesse Flora, di Alexandre Dumas, 1863.
La sua notorietà raggiunge persino la Russia:
-“Ordina (…) di portare le armi, le armi di Le Page (…) verso le due piccole querce”. In Eugenio Onegin, di Aleksandr Sergeevič Puškin, 1823.
Più recentemente:
-"Le Page non è un armaiolo, si è sempre definito un "archibugiere"", in Le Coiffeur de Chateaubriand, di Adrien Goetz, 2010.